# یواس‌اس لئون
یواس‌اس لئون ممکن است به یکی از موارد زیر اشاره داشته باشد:
- یواس‌اس لئون (ای‌پی‌ای-۴۸)
- یواس‌اس لئون (ای‌کی‌ای-۶۰)